# Vásárosnamény
Vásárosnamény è una città di 8.964 abitanti situata nella contea di Szabolcs-Szatmár-Bereg, nell'Ungheria nord-orientale.